# Ascona (Ticino)

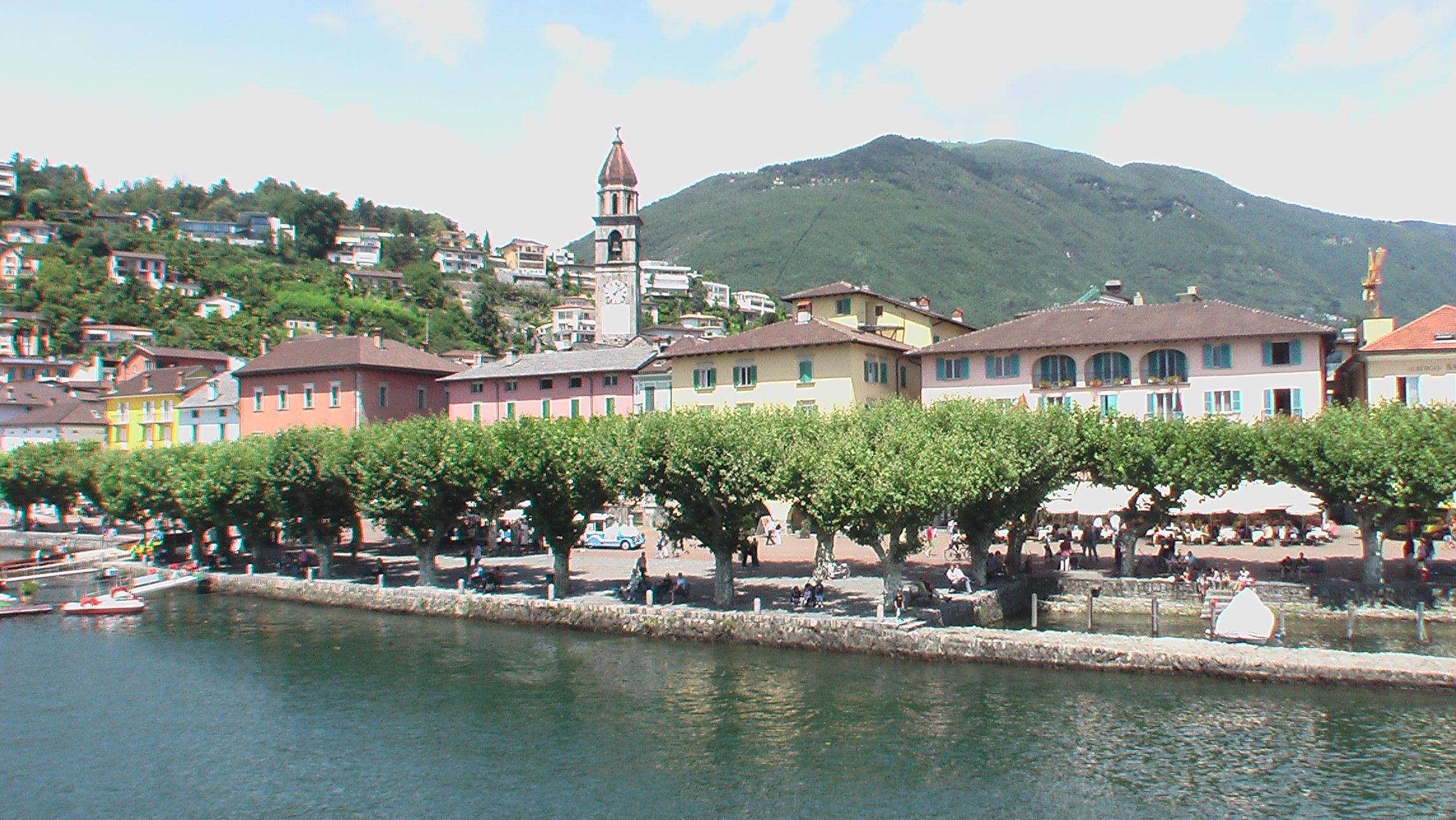
Ascona

Ascona és un municipi del cantó de Ticino (Suïssa), situat al districte de Locarno.